# 中村彩子
中村 彩子（なかむら さいこ、1976年 - ）は、北海道出身の作曲家。
日本大学芸術学部音楽学科卒業、東京音楽大学研究生作曲専攻修了。

## 主な作品
教育用器楽作品
- スペインのカスタネット
- パルマ!
- イバ・マルタ
- キャラバンはつづく
- ポラリスの大地
- 太陽の国へ
- アロハ!地球
- ベレント・ボッチェ（オランダの民謡より）
- パレードがやってくる!
- 1組カチャーシー
- あきかんチャ・チャ・チャ!
- ME BU KI めぶきのビート
- ハッピー・クリスマス・トゥー・ユー

合唱作品
- 透明な光あふれる日

オペラ
- セロ弾きのゴーシュ（小林雄次台本）

映画
- Miyuki（2007年、米映画、日本未公開）
- アイ・アム　I am.（2008年）

楽譜集
- 小学生のためのカスタネットアンサンブル スペインのカスタネット （2004年、音楽の友社）
- たのしいリズムアンサンブル アロハ!地球 全曲収録範奏&練習用 (マイナスワン) CD付き（2009年、音楽の友社）
- ピアノ伴奏で歌える 三木鶏郎ソング集（2023年、カワイ出版）